# Danubio (raccolta di racconti)
Danubio è una raccolta di racconti scritta da Claudio Magris, pubblicata nel 1986. Narra un viaggio in compagnia di amici, attraverso i luoghi in cui sono nati, vissuti o passati personaggi più o meno noti della storia, della cultura e della letteratura mitteleuropea in qualche modo legati al Danubio. Vi si tesse una fitta trama di riferimenti e citazioni, oltre che riflessioni personali, su temi quali la fama letteraria, il concetto di nazione e il legame fra lingua e collocazione geografica e politica.

## Caratteristiche dell'opera
Il viaggio descrive il paesaggio culturale di un fiume che attraversa l'Europa centrale per quasi 3.000 chilometri. È un viaggio attraverso quella che culturalmente è conosciuta come Mitteleuropa, nella cui gestazione e sviluppo sono stati fondamentali i fattori germanici ed ebraici, come dice Magris: «La cultura tedesca, e con essa la cultura ebraica, è stata un coefficiente di unità e civiltà in Europa centro-orientale».
Il Danubio rappresenta, in questa Europa centrale, molto più di una semplice caratteristica geografica. Il suo ruolo è quello di una possibile articolazione della convivenza tra i popoli (la civiltà danubiana o asburgica è "un mondo dietro le nazioni»), in contrasto con l'idea esclusiva dei nazionalismi tedeschi e dei diversi popoli slavi. Magris delinea la disputa tra i due paradigmi come la disputa tra Austria e Prussia sui "grandi-tedeschi" ed i "piccolo-tedeschi": l'Austria proponeva al tempo degli Asburgo di fare un crogiolo di popoli e culture in un impero sovranazionale, mentre la Prussia degli Hohenzollern cercava una Pangermania unificante con caste diverse a seconda dell'origine etnica dei coloni. Magris sottolinea il fatto che la Mitteleuropa era una realtà che, nell'ultima fase dell'Impero Asburgico, presupponeva "una convivenza tollerante, comprensibilmente pianificata dopo la sua fine".
Il viaggio narrato nel libro segue quasi sempre il corso del fiume attraverso Germania, Austria, Ungheria, Cecoslovacchia, Romania e Bulgaria, ricordando molte volte gli eventi del passato: la storia della cattedrale di Ulm, la vita a Timisoara sotto Ceausescu e la morte di Rodolfo d'Asburgo e Marta Vetsera in un casino di caccia il 30 gennaio 1889, l'assedio di Vienna da parte degli eserciti turchi nel 1683 e la celebrazione annuale del vino di Pécs. Anche personaggi letterari sono rievocati, come Elias Canetti a Ruse, Céline a Sigmaringen, Paul Celan a Tulcea.
Si trovano i numerosi gruppi etnici che a volte coesistono in piccole aree geografiche: ad esempio si spiega che in Vojvodina ci sono ventiquattro gruppi etnici. La Mitteleuropa è l'emergere della diversità, frutto di una storia che all'epoca del libro stava attraversando un periodo di transizione e che dopo le convulsioni degli anni '90 continua la propria evoluzione, nel quadro dell'ancora invertebrata Europa del XXI secolo.
Il libro evidenzia il ruolo della cultura germanica, nella sua versione danubiana: "i tedeschi sono stati i romani della Mitteleuropa", dando "una civiltà unitaria a un miscuglio di razze diverse".
Il libro trasmette anche il profondo sospetto del suo autore di fronte ai nazionalismi interpretati come un vessillo di lotta, che hanno causato migliaia di vittime innocenti in quella zona geografica.

## Critica
Magris ha affermato che il libro difende la memoria storica dell'Europa: "È una guerra contro l'oblio. Il libro ha la forma e il significato di un'archeologia, di un'archeologia della vita in ogni caso, che cerca di scoprire i diversi strati. Con il viaggio cerco di superare tanti disastri che hanno distrutto tante piccole destinazioni". "Lo scopo di questo viaggio è salvare ciò che è possibile, saltare ciò che ha impedito lo sviluppo di particolarità, ma liberarsi dalla propria ossessione per la propria. Il libro dovrebbe dare la sensazione che esista una cultura europea che ancora deve ancora venire, si sta formando". "Penso che il libro sia consapevole delle tremende tragedie che sono successe. Quello che presumo sia la difesa del particolare, perché la vita non è altro. D'altra parte, ho dettagliato tutte le vittime, sempre vittime, del particolarismo. Ho anche cercato di dimostrare che ogni difesa estrema della particolarità diventa un gesto di violenza. Il libro non ha uno scopo politico".
Nel riprendere un concetto di Ernst Bloch - la Ungleichzeitigkeit, ovvero la non-contemporaneità, la non-simultaneità - e nel considerarlo come una delle chiavi della storia della politica, Magris ha in seguito anche evidenziato quanto preziosi fossero quei «fremiti di futuro», "che ci sono anche in quel passato che non ha avuto modo di sviluppare i semi che racchiudeva e non è detto siano morti. C'è qualche cosa che la terra e il tempo possono conservare e fare rispuntare in un qualsiasi momento".
Il libro del critico francese Bertrand Westphal Austro-fictions (2010) si apre con un omaggio a Danubio, come «una autentica rivelazione, l’opera-faro di un genere nuovo, che associa la nostalgia mitteleuropea allo spirito ludico postmoderno». Nella valutazione della letteratura italiana contemporanea "Magris (...) si è rivelato studioso e narratore di realtà culturali generate intorno al corso dei fiumi: dal primo, indimenticabile Danubio (1986) fino al recentissimo L’infinito viaggiare (2005). In fondo, in questa vocazione alla cultura del viaggio (e a tal proposito giungono in aiuto gli studi di Piero Boitani intorno all’incidenza del mito di Ulisse nell’immaginario occidentale) lo scrittore triestino si contende in Italia il primato con Raffaele Nigro, autore appartenente ad altre latitudini ma a lui curiosamente legato dalla sottile parentela d’acqua che è l’Adriatico".

## Sezioni
- Una questione di grondaie (Le sorgenti)
- Il Danubio universale dell'ingegner Newelowsky (Germania)
- Nella Wachau (Wachau)
- Cafè Central (Vienna)
- Castelli e Drevenice (Slovacchia)
- Pannonia (Ungheria)
- Nonna Anka (Banato e Transilvania)
- Una cartografia incerta (Bulgaria)
- Matoas (Romania)

## Edizioni
Claudio Magris, Danubio, Garzanti, 1990, ISBN 88-11-67452-2.